# کورت کافکا

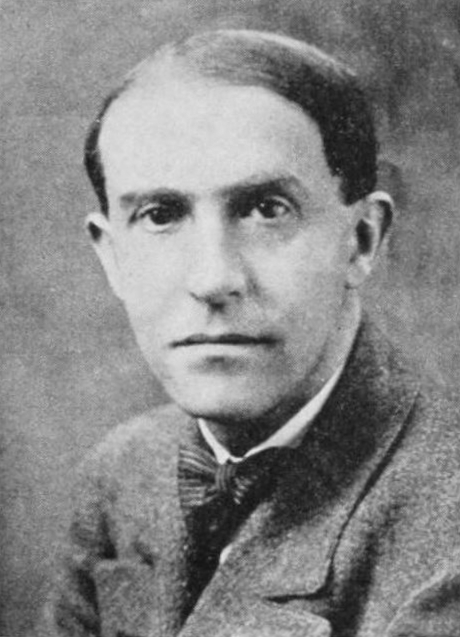
کافکا روان شناس و فیلسوف آلمانی (۱۹۴۱-۱۸۸۶)

کورت کافکا (۱۹۴۱-۱۸۸۶) (به انگلیسی Kurt Koffka) در برلین به دنیا آمد. کافکا از پایه گذاران روان شناسی گشتالت است. او تحصیلات خود را در دانشگاه برلین گذراند و به علوم و فلسفه علاقه‌مند گردید. روانشناسی را توسط کارل استامپ آموخت و درجهٔ دکتری خود را در ۱۹۰۹ دریافت نمود.
در ۱۹۲۱ کافکا کتابی در زمینهٔ روانشناسی رشد کودک به نام رشد ذهن منتشر ساخت که هم در آلمان و هم در ایالات متحده با توفیق روبرو گشت. در سال ۱۹۳۵ کتاب اصول روانشناسی گشتالت را منتشر نمود که مطالعهٔ آن مشکل بود و آنگونه که منظور او بود به‌طور واضح روانشناسی گشتالت را توضیح نداد.